# Vjačeslavs Dombrovskis
Vjačeslavs Dombrovskis, né le 27 décembre 1977 à Riga, est un homme politique letton membre du Parti réformateur (RP). Il est ministre de l'Éducation entre 2013 et 2014, puis ministre de l'Économie en 2014.

## Biographie
Élu député à la Saeima lors des élections législatives anticipées du 17 septembre 2011, il devient président de la commission de la Politique régionale et vice-président du groupe RP. À la suite de la démission de Roberts Ķīlis, il est nommé ministre de l'Éducation et de la Science le 2 mai 2013. Le 22 janvier 2014, il est choisi comme ministre des Affaires économiques.
Il est remplacé le 5 novembre suivant par Dana Reizniece-Ozola.